# Classic Masters (álbum de April Wine)
Classic Masters es el duodécimo álbum recopilatorio de la banda de rock canadiense April Wine y fue lanzado en 2002.

## Lista de canciones
Todas las canciones fueron escritas por Myles Goodwyn, excepto donde se indica lo contrario
1. "Roller" - 4:19
2. "Get Ready for Love" - 4:21
3. "Say Hello" - 2:58
4. "I Like to Rock" - 4:18
5. "Tonite" - 4:04
6. "Just Between You and Me" - 3:55
7. "Sign of the Gypsy Queen" (Lorence Hud) - 4:16
8. "Enough is Enough" - 4:05
9. "Tell Me Why" (John Lennon y Paul McCartney) - 3:16
10. "This Could Be the Right One" - 4:03
11. "21st Century Schizoid Man" (Robert Fripp, Michael Giles, Greg Lake, Ian MacDonald y Peter Sinfield) - 6:26
12. "Love Has Remembered Me" - 4:08

## Formación
- Myles Goodwyn - voz, guitarra, teclados y coros
- Brian Greenway - guitarra y coros
- Gary Moffet - guitarra y coros
- Steve Lang - bajo y coros
- Jerry Mercer - batería y coros